# Robert Nazarian
Pour les articles homonymes, voir Nazarian.
Robert Nazarian (en arménien : Ռոբերտ Նիկոլայի Նազարյան), né le 26 juin 1956 à Erevan, est un homme politique arménien. Il a notamment été maire d'Erevan de 2001 à 2003. Il a également été ministre des Transports.